# Landim
Landim is een plaats (freguesia) in de Portugese gemeente Vila Nova de Famalicão en telt 2852 inwoners (2001).